# رضا دليل
ولد رضا دليل ، سنة خطأ في التعبير: علامة ترقيم لم نتعرف عليها «{». المعلمة المطلوبة غير صحيحة 1=الشهر! 3 ماي 1978[[تصنيف:مواليد خطأ في التعبير: علامة ترقيم لم نتعرف عليها «م».]]خطأ في التعبير: عامل > غير متوقع. بالدار البيضاء  وتوفي في الرباط  وهو صحفي وكاتب مغربي,،وعُرف برواية "الوظيفة" .

## سيرته
ولد رضا دليل، في مدينة الدار البيضاء في 3 ماي 1978، وهو حاصل على درجة البكالوريوس في إدارة الأعمال من جامعة الأخوين وأصبح مدير النشر في أسبوعية الزمن  (Le Temps).
في سنة 2014، و بينما كان يشغل منصب مدير النشر للمجلة الأسبوعية الزمن Le Temps ، نشر رضا دليل روايته الأولى،الوظيفة (Le Job). وفي نفس السنة وتحديدا في شتنبر من نفس العام، توجت روايته بجائزة المامونية الأدبية,، وهي جائزة تمنح لأفضل رواية مكتوبة باللغة الفرنسية  كل سنة; وفي دجنبر، فاز بجائزة جروس سيل للجمهور (بلجيكا). وهو أيضا كان من القائمة النهائية المرشحة لجائزة الأدب العربي .
ونُشر الكتاب الجماعي سنة 2015 ضمن عمل جماعي الذي شارك فيه بعنوان "مؤلفون 100%"، وهو عبارة عن مجموعة من القصص القصيرة التي تمت كتابتها بعد مراسلات مع فيليب بروك، مؤسس "دار إيديتور دو تالون" (Éditeurs de Talents)، تم نشرها: و خُصصت جميع عائدات الكتاب 'لجمعية طفولة المغرب المستقبل (EMA) التي تعمل من أجل تحسين التعليم المدرسي والدفاع عن الحق في التعليم »; وشارك في الكتاب مؤلفون آخرون و هم موحا سواج، إيمان الناصري، ماي دو هامي سلطان، عبد الله بيضة، نجاة ديالمي، غيوم جوبين، لونجا الشريف، يوسف وهبون، لمياء برادة-بيركا، مختار الشاوي، زينب ساتوري، هشام طاهر، جان زغانياريس، المهدي الكرتي، غزلان التازي و رشيد خالص.
توفي في يوم 19 مارس 2024 بالرباط. بعد صراع طويل مع المرض بدءا من عام 2020. وقد تعافى منه قبل أن يعاني من انتكاس و خضع بعدها لعملية جراحية.

## الملاحظات والمراجع
1. ↑  "Mouhcine Réda Dalil, le pragmatique idéaliste". Aujourdhui le maroc (بالفرنسية). 30 mai 2008. Archived from the original on 2015-11-28. Retrieved 28 novembre 2015. {{استشهاد ويب}}: تحقق من التاريخ في: |تاريخ الوصول= and |تاريخ= (help).
2. ↑  "Disparition de notre ami et collègue, Réda Dalil, directeur de la publication de TelQuel". Telquel.ma (بالفرنسية). Archived from the original on 2024-11-21. Retrieved 2024-03-20.
3. ↑  "Réda Dalil : L'écriture m'a sauvé". www.libe.ma (بالفرنسية). Archived from the original on 2014-12-14.
4. ↑  "The wonders of moroccan litterature". www.independant.co.uk (بالإنجليزية). 02/10/2014. Archived from the original on 2014-12-14. Retrieved 14/12/2014. {{استشهاد ويب}}: تحقق من التاريخ في: |تاريخ الوصول= and |تاريخ= (help)
5. ↑  "Réda Dalil : Licenciement à Casablanca". www.lexpress.fr (بالفرنسية). 22/11/2014. Archived from the original on 2014-12-14. Retrieved 14/12/2014. {{استشهاد ويب}}: تحقق من التاريخ في: |تاريخ الوصول= and |تاريخ= (help)
6. ↑  "The wonders of Moroccan literature". independent.co.uk. 2 أكتوبر 2024. مؤرشف من الأصل في 2014-12-14.
7. ↑  "Premier roman de Réda Dalil : un totem existentiel". www.lematin.ma. مؤرشف من الأصل في 2014-12-14.
8. ↑  "Le Job de Réda Dalil : Un roman taillé à l'américaine". مؤرشف من الأصل في 2014-12-14.
9. ↑  "Le prix La Mamounia décerné à Reda Dalil". www.lematin.ma (بالفرنسية). Archived from the original on 2014-12-14.
10. ↑  ""Le Job" de Réda Dalil remporte le prix de La Mamounia". www.H24info.ma (بالفرنسية). Archived from the original on 2014-12-14.
11. ↑  "Prix littéraire de la Mamounia : chômage et crise économique sur le podium". www.leconomiste.com. مؤرشف من الأصل في 2014-12-14.
12. ↑  "Prix de la Mamounia : Retour à la normalité". مؤرشف من الأصل في 2014-12-14.
13. ↑  "Prix Gros Sel". Prixgrossel.org. مؤرشف من الأصل في 2015-10-21. اطلع عليه بتاريخ 8 novembre 2015. {{استشهاد ويب}}: تحقق من التاريخ في: |تاريخ الوصول= (مساعدة)
14. 1 2 3  "17 écrivains se mobilisent pour l'éducation au Maroc". H24info avec لو فيغارو. 2015. مؤرشف من الأصل في 10 mai 2015. اطلع عليه بتاريخ 8 novembre 2015. {{استشهاد ويب}}: تحقق من التاريخ في: |تاريخ الوصول= و|تاريخ أرشيف= (مساعدة) والوسيط غير المعروف |شهر= تم تجاهله يقترح استخدام |تاريخ= (مساعدة)
15. ↑  "Reda Dalil, directeur de publication de Telquel, disparaît à 45 ans". www.maroc-hebdo.press.ma (بالفرنسية). Archived from the original on 2024-06-12. Retrieved 2024-03-20.
16. ↑  "Disparition de notre ami et collègue, Réda Dalil, directeur de la publication de TelQuel". Telquel.ma (بالفرنسية). Archived from the original on 2024-04-08. Retrieved 2024-03-20.